# Jumeirah Beach Hotel
Jumeirah Beach Hotel je pětihvězdičkový hotel nacházející se v luxusní oblasti Jumeirah v Dubaji, Spojené arabské emiráty. Hotel byl otevřen v roce 1997. Založila jej společnost Jumeirah Group, provozující řetězec luxusních hotelů. Hotel obsahuje 598 pokojů a apartmánů a 19 vil. Naproti Jumeirah Beach Hotelu leží hotel Burdž al-Arab, jež stavěla stejná společnost (Atkins) a je v postavený v podobném moderním stylu.
Hotel zaujímá místo na slavné Jumeirah pláži. Návštěvníci hotelu mají k dispozici celkem 33 800 metrů čtverečních pláže s přístupem do Perského zálivu a volný vstup do rozsáhlého aquparku Wild Wadi Water Park.
Po dokončení v roce 1997 byl Jumeirah Beach Hotel 9. nejvyšší budovou v Dubaji. 